# 사랑하기 좋은 날 (드라마)
《사랑하기 좋은 날》은 2007년 4월 23일부터 같은 해 9월 29일까지 방영되었던 SBS 아침연속극이었으며 그 동안 악역만 많이 해 온 김성령 (김효진 역)이 해당 작품을 통해 연기 변신을 시도했고 그룹 쥬얼리 출신 이지현 (김수진 역)과 하지원 (본명 전해림) 동생으로 유명세를 탄 전태수 (배장호 역)가 해당 작품을 통해 정극에 데뷔했지만 대사 처리 미흡 (이지현) 연기력 부족(전태수) 등의 지적이 있었는데 이 당시 SBS는 2003년 10월 10기 이후 공채 탤런트 제도를 잠정 폐지한 상태였다.
상황이 이렇다 보니 해당 작품 방영 당시 이일화(2기) 윤해영 (3기) 등 몇몇 SBS 공채 출신 배우들이 타방송사로 흩어졌거나 연기활동을 접기도 했다.

## 등장 인물
- 오미연 (엄마)
- 김성령(김효진)
- 조미령(김명진)
- 이지현(김수진)
- 정호빈(이진국)
- 장동직(한성재)
- 윤기원(양종민)
- 전태수(배장호)
- 반효정(진국 모)
- 경인선(이모)
- 정한헌(마만근)
- 고미영(지영)
- 박준목(이장군)